# Fórmula esquelética

A fórmula esquelética da droga antidepressiva escitalopram, apresentando representações esqueléticas de heteroátomos, uma ligação tripla, anéis benzênicos e estereoquímica

A fórmula esquelética de um composto orgânico é uma representação abreviada de sua estrutura molecular. Fórmulas esqueléticas são onipresentes em química orgânica porque mostram estruturas complicadas de forma clara e são rápidas e simples de desenhar.

## Esqueleto de carbono
O termo esqueleto se refere ao esqueleto de carbono de um composto orgânico - ou seja, as cadeias, derivações e/ou anéis de átomos de carbono que formam a base da estrutura de uma molécula orgânica. O esqueleto pode ter outros átomos ou grupos de átomos ligados aos seus átomos. O hidrogênio é o mais comum átomo diferente de carbono ligado a átomos de carbono e não está explicitamente estabelecido. Outros átomos são conhecidos como heteroátomos e os grupos de átomos são chamados grupos funcionais, como eles dão a molécula a caracterização como uma função. Heteroátomos e grupos funcionais são conhecidos coletivamente como substituintes, Como eles são considerados um substituto para o átomo de hidrogênio que estariam presente no hidrocarboneto "pai" do composto orgânico em questão. O esqueleto de carbono é encontrado principalmente em proteínas e carboidratos.